# سالدانا
سالدانا هو لاعب كرة قدم برازيلي، ولد في 18 أغسطس 1999 في أوبيرابا في البرازيل.

## وصلات خارجية
- سالدانا على موقع رابطة كرة القدم اليابانية للمحترفين (اليابانية)
- سالدانا على موقع قاعدة بيانات كرة القدم.إي يو (الإنجليزية)
- سالدانا على موقع بيانات كرة القدم. دي إي (الألمانية)
- سالدانا على موقع Soccerbase.com (لاعب) (الإنجليزية)
- سالدانا على موقع Soccerway.com (الإنجليزية)
- سالدانا على موقع عالم كرة القدم.نت (الإنجليزية)